# Hereford (razza bovina)

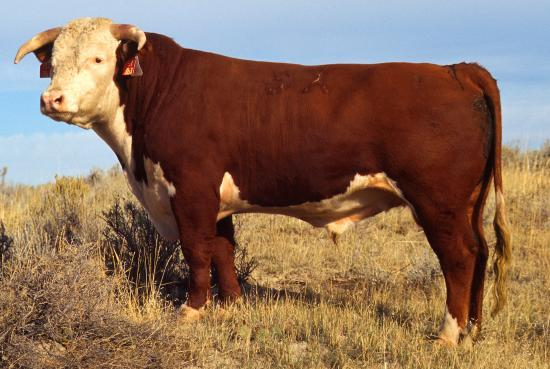
Un toro Hereford

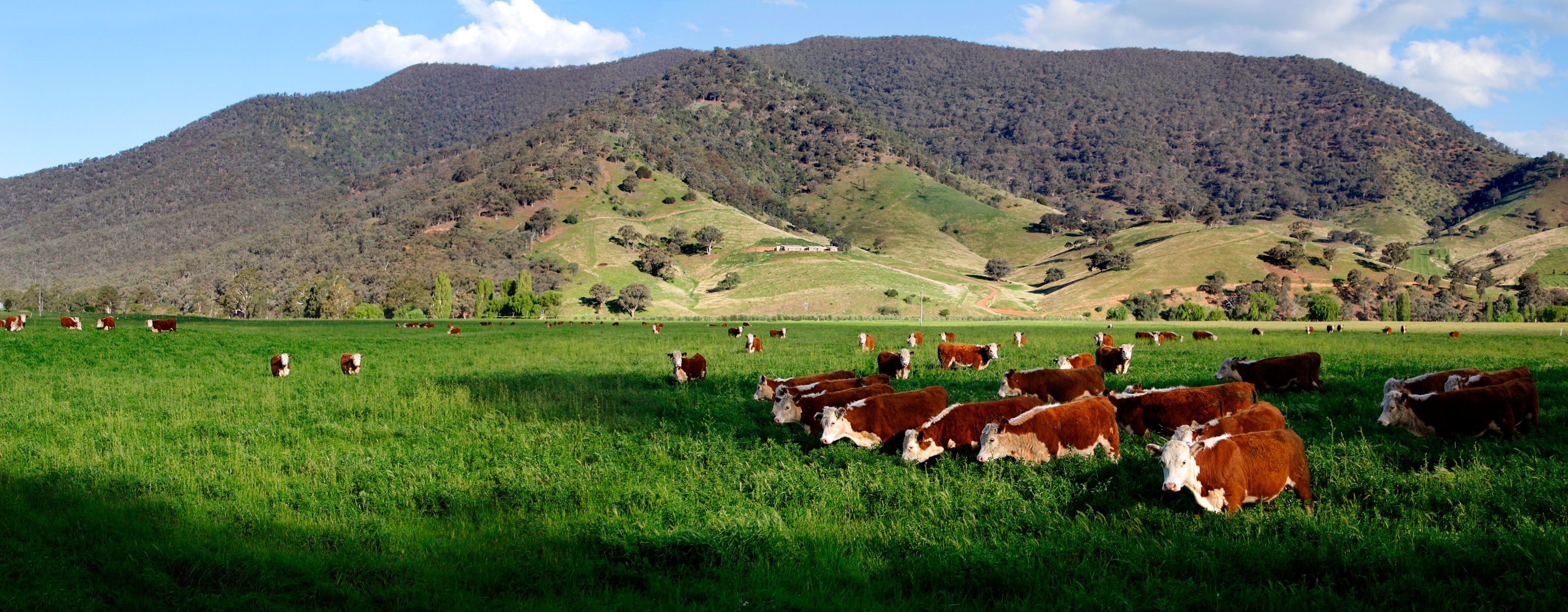
Pascolo dei bovini Hereford

L'Hereford è una razza di bovini da carne.
Originario dell'Herefordshire, Inghilterra, Regno Unito, più di cinque milioni di pedigree dei bovini di Hereford ora esistono in oltre 50 paesi. Il commercio di esportazione della razza bovina Hereford partì dal Regno Unito nel 1817, partendo dal Kentucky, Stati Uniti, finendo per diffondersi negli Stati Uniti, nel Canada e, attraverso il Messico, nei grandi paesi del Sud America. Oggi, i bovini Hereford dominano la scena mondiale dall'Australasia alle steppe russe. Possono essere trovati in Israele, in Giappone e in tutta l'Europa continentale, Scandinavia compresa.
Essi si trovano nelle zone temperate del Canada, degli Stati Uniti, del Kazakistan e della Russia, così come nelle parti temperate dell'Australia, del centro e dell'est dell'Argentina, dell'Uruguay, del Cile e della Nuova Zelanda, dove rappresentano la proporzione più elevata di bestiame registrato. Si trovano in tutto il Brasile e anche in alcuni paesi dell'Africa meridionale (soprattutto in Sudafrica, Zambia e Zimbabwe). Originariamente trovavano una grande popolarità tra i rancher degli Stati Uniti sud-occidentali, testimonianza della solidità della razza; nonostante provengano da una fresca e umida Gran Bretagna, hanno dimostrato di prosperare in climi più rigidi su quasi tutti i continenti.
Il World Hereford Council si trova nel Regno Unito. Ci sono attualmente 17 paesi membri con 20 società Hereford e 10 paesi non membri, con un totale di otto società.